# Juju Factory
Juju Factory es una película del año 2007.

## Sinopsis
Kongo vive en Bruselas, en el barrio "Matongé", sobre el cual escribe un libro. Su editor quiere una especie de guía de viajes salpimentada de ingredientes étnicos. Sin embargo, el escritor se inspira en la visión de las almas complejas y atormentadas con las que se cruza en cada esquina día y noche. Kongo Congo recorre los caminos invisibles que le llevan a la historia congoleña y a sus fantasmas. ¿Cómo es posible seguir adelante con esta historia tan caótica? Teniendo el "juju". Fe en uno mismo. Y el amor de Béatrice.

## Premios
- Innsbruck 2007
- Zanzíbar 2007
- Kenya 2007
- Pays d’APT 2007